# دوست علي خان
علي دوست خان الذي يشار إليه غالبًا باسم دوست علي خان، كان من نواب كارناتيك من عام 1732 إلى عام 1740. كان ابن غلام علي خان، شقيق النواب سعدت الله خان [الإنجليزية]. تبناه عمه الذي ليس له أطفال كوريث، وخلف عمه في عام 1732، وحصل بنجاح على المنصب والفرمان الرسمي من السلطان المغولي محمد شاه.
قُتل علي دوست خان في 20 مايو 1740 في معركة دامالشيري مع راغوجي الأول بونسل [الإنجليزية] من إمبراطورية المراثا.